# Haruspex bivittis
Haruspex bivittis är en skalbaggsart som först beskrevs av White 1855.  Haruspex bivittis ingår i släktet Haruspex och familjen långhorningar.
Artens utbredningsområde är Paraguay. Inga underarter finns listade i Catalogue of Life.